# Kazuo Hirai

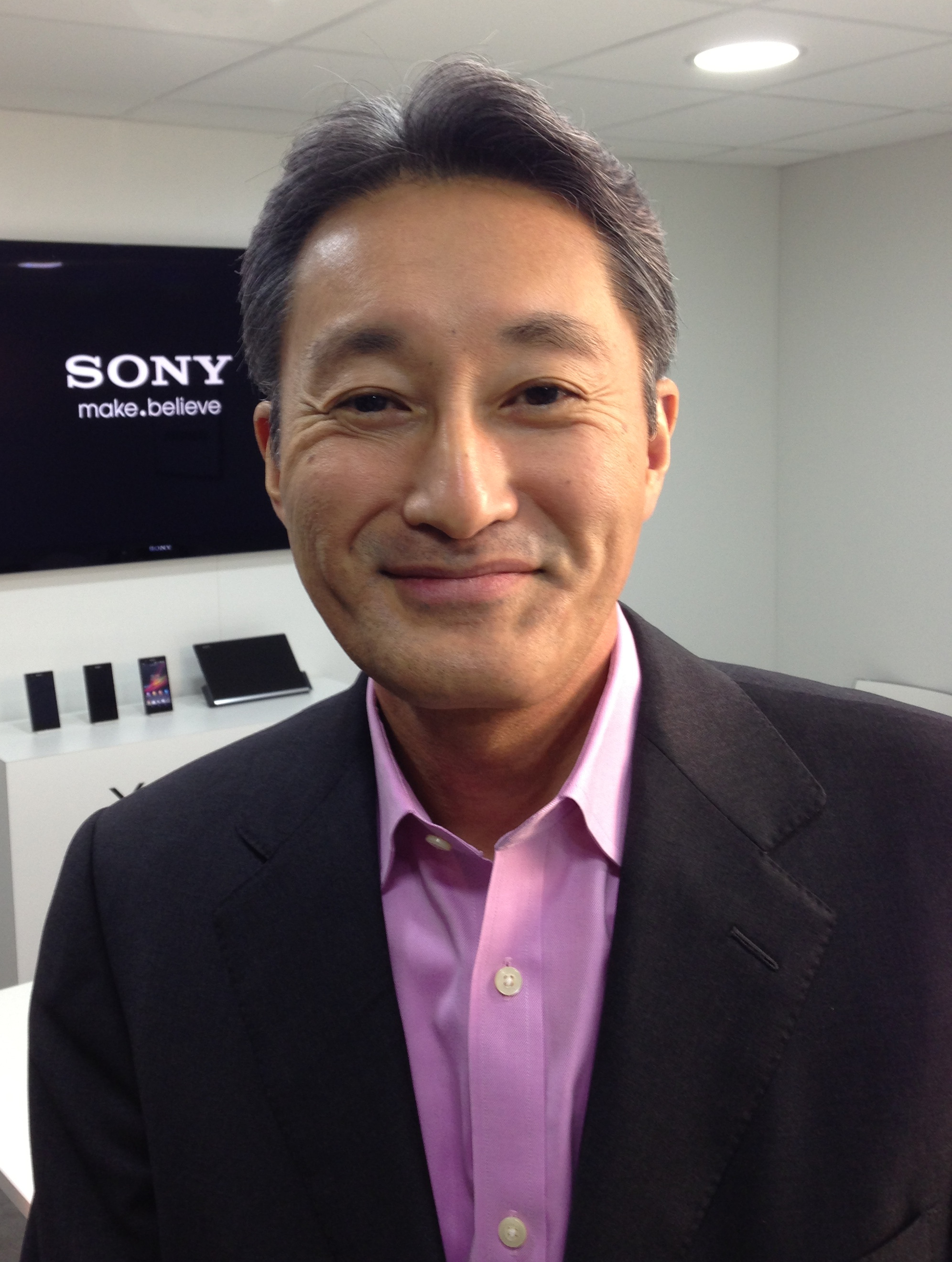
Kazuo Hirai auf dem Mobile World Congress 2013 in Barcelona

Kazuo „Kaz“ Hirai (jap. 平井 一夫, Hirai Kazuo; * 22. Dezember 1960 in der Präfektur Tokio) ist ein japanischer Manager und war von April 2012 bis April 2018 Geschäftsführer des japanischen Elektronikkonzerns Sony. Hirai war maßgeblich am Erfolg der Spielekonsole PlayStation und Sonys Einstieg in den Markt für Computerspiele beteiligt.

## Leben
Hirai wurde 1960 als Sohn eines wohlhabenden Bankers in Tokio geboren. Er studierte an der International Christian University in Tokio und schloss im August 1984 mit einem Bachelor of Liberal Arts ab. Nach dem Studium arbeitete er im Marketing des Musikunternehmens CBS / Sony Inc., zu Beginn in Japan, anschließend in New York. Am ersten Tag bei Sony lernte er seine zukünftige Frau kennen. Aus der Ehe gingen zwei Kinder hervor.
1995 wechselte er in die US-amerikanischen Niederlassung von Sonys Computerspielabteilung Sony Computer Entertainment Inc. (SCEI), die Sony Computer Entertainment America (SCEA).
Unter der Leitung des SCEI-Chefs Ken Kutaragi und mit maßgeblicher Beteiligung Hirais wurde Sony mit der PlayStation ab 1994 / 1995 zu einem führenden Anbieter im Bereich für Spielekonsolen und Computerspiele. Am 1. Juli 2006 stieg Hirai zum Vice President der SCEI auf, am 30. November desselben Jahres übernahm er zusätzlich zu seiner Position bei SCEA von Kutaragi die Rolle des Präsidenten und des Group COO der SCEI. Am 26. April 2007 wurde Hirai zum Nachfolger Kutaragis als President und Group CEO der SCEI-Unternehmensgruppe und damit zum alleinigen Leiter der Playstation-Sparte ernannt.
Am 1. April 2009 wurde Sony Computer Entertainment Teil der neu geschaffenen Geschäftseinheit Networked Products & Services Group, die neben der PlayStation-Gruppe auch die Geschäftsbereich Personal Computer (VAIO), mobile Produkte (Walkman, Xperia) und Sony Media Software & Services umfasste. Unter Beibehaltung seiner Aufgaben als President und CEO der Sony Computer Entertainment wurde Hirai President und Leiter der neuen Geschäftseinheit sowie Vice President der Konzernmutter Sony Corporation. Am 1. April 2011, nach einer weiteren Umstrukturierung von Sonys Geschäftsaktivitäten in die Unternehmensgruppen Consumer Products & Devices und eine Business-to-Business-Sparte, übernahm Hirai nunmehr als Executive Deputy President die Leitung der größeren Consumer-Sparte, wodurch er zum potentiellen Nachfolger des bisherigen Konzernchefs Howard Stringer avancierte. Tatsächlich folgte er Stringer am 1. April 2012 an der Führungsspitze als Präsident und CEO des Gesamtkonzerns Sony Corporation. In seiner neuen Rolle präsentierte er zunächst einen Rettungsplan für den wirtschaftlich angeschlagenen Konzern. Zum 1. April 2018 gab er seinen Posten als CEO von Sony an den bisherigen Finanzchef Kenichiro Yoshida ab.